# Форбс (Оттава)
Форбс, англ. Forbes — район на востоке г. Оттава, Канада.
Северной границей является Монреальская дорога (Montreal Road), восточной — шоссе Авиации (Aviation Parkway), западной и южной — бывшие (до 2001 г.) муниципальные границы Оттавы, а юго-западной — Макартур-авеню.
К северу от Форбса находится Парк виконта Александра, к востоку — Карсон-Гроув, к югу — Сирвилл, к юго-западу — Касл-Хайтс, к западу — Ванье.
В Форбсе находятся Парк Сен-Лоран и Форбс-парк, а также старшая школа Ридо. Население Форбса, по переписи 2006 г., составило 5283 человек. Достопримечательностью Форбса является больница Монфор — крупнейшее лечебное заведение Онтарио для франкоязычного меньшинства.